# Sankt Moritzer Bergbahnen

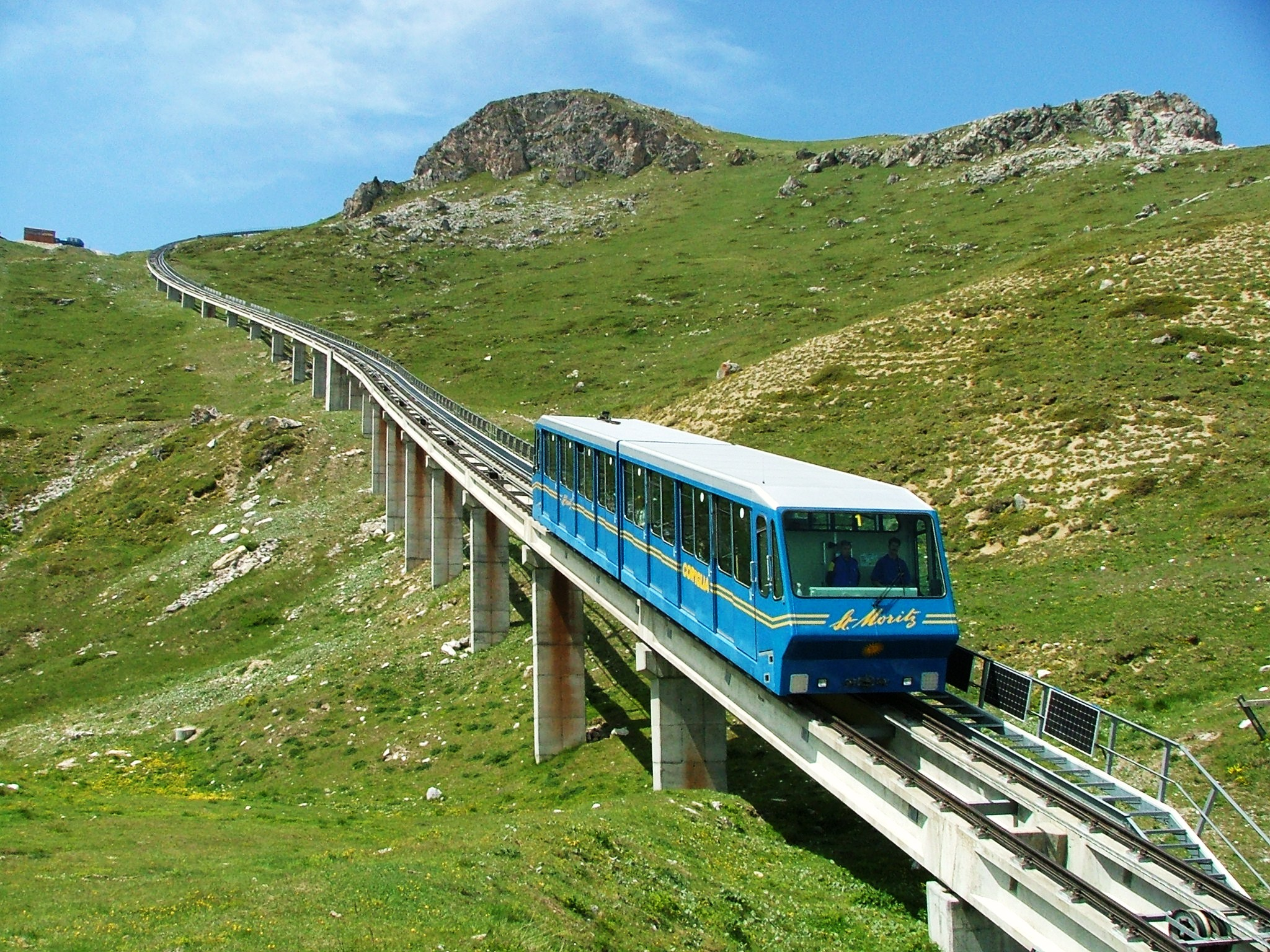
Odcinek górny

Sankt Moritzer Bergbahnen (SMBB) - zespół dwóch kolei linowo-terenowych łączący Sankt Moritz (Szwajcaria) ze szczytem Corviglia (2486 m n.p.m.) w Alpach Glarneńskich.
Kolej składa się z dwóch odcinków:
- odcinek Sankt Moritz - Chantarella (rozstaw szyn 1150 mm, długość - 456 metrów, przewyższenie - 164 metry, nachylenie trasy - 453‰, dolna stacja - St. Moritz Via Stredas w tunelu na wysokości 1848 metrów, górna - Chantarella na wysokości 2005 metrów). Odcinek został otwarty 2 stycznia 1913,
- odcinek Chantarella - Corviglia (Bergbahn Corviglia, rozstaw szyn 1435 mm, normalny, długość - 1616 metrów, przewyższenie - 483 metry, nachylenie trasy - 456‰, dolna stacja - Chantarella na wysokości 2014 metrów, górna - Corviglia na wysokości 2483 metrów). Odcinek otwarto w 1928[1][2][3].

Podróż można kontynuować koleją linową z Corviglii na szczyt Piz Nair (3056 m n.p.m.).

## Galeria

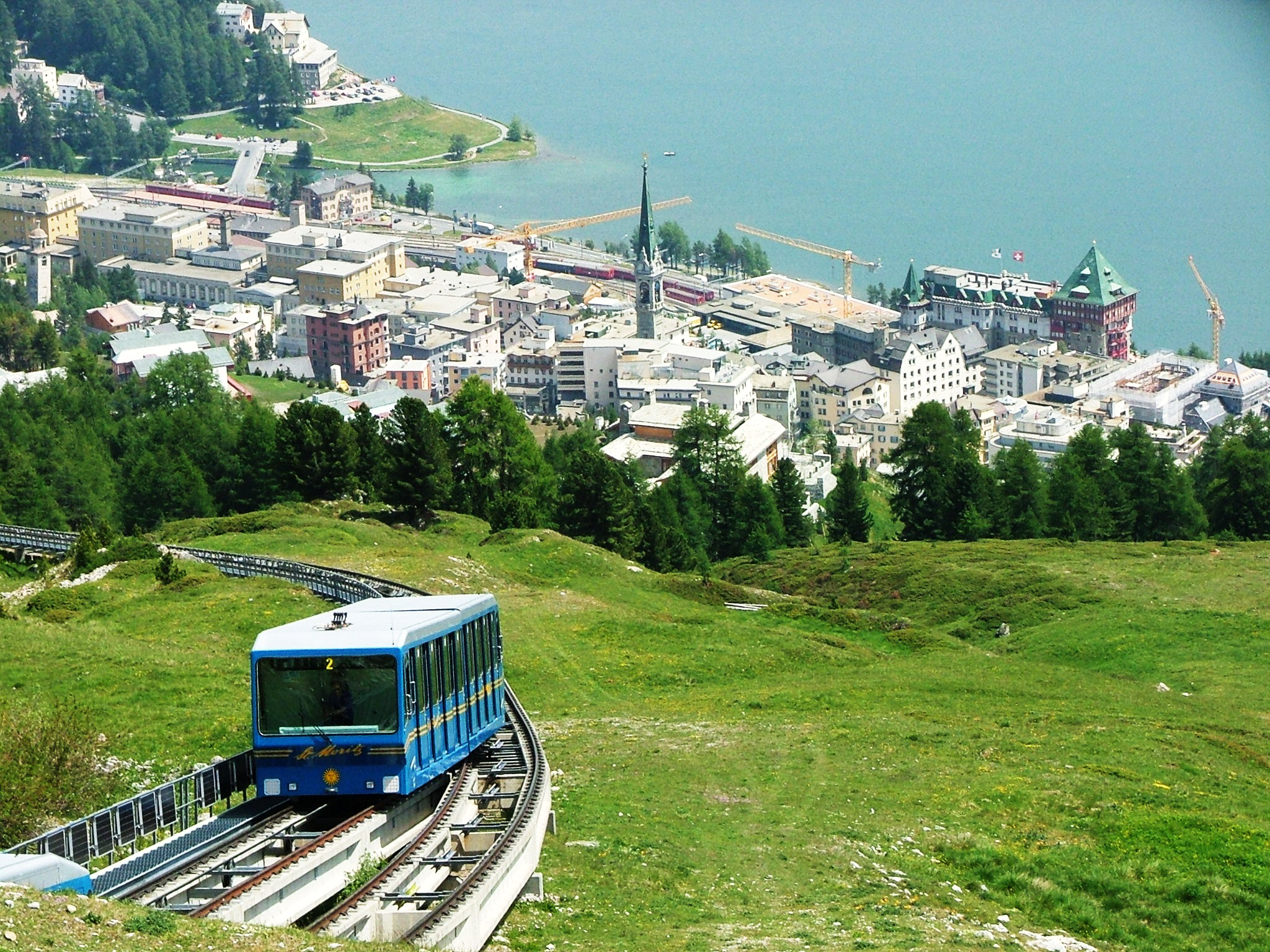
Widok na Sankt Moritz
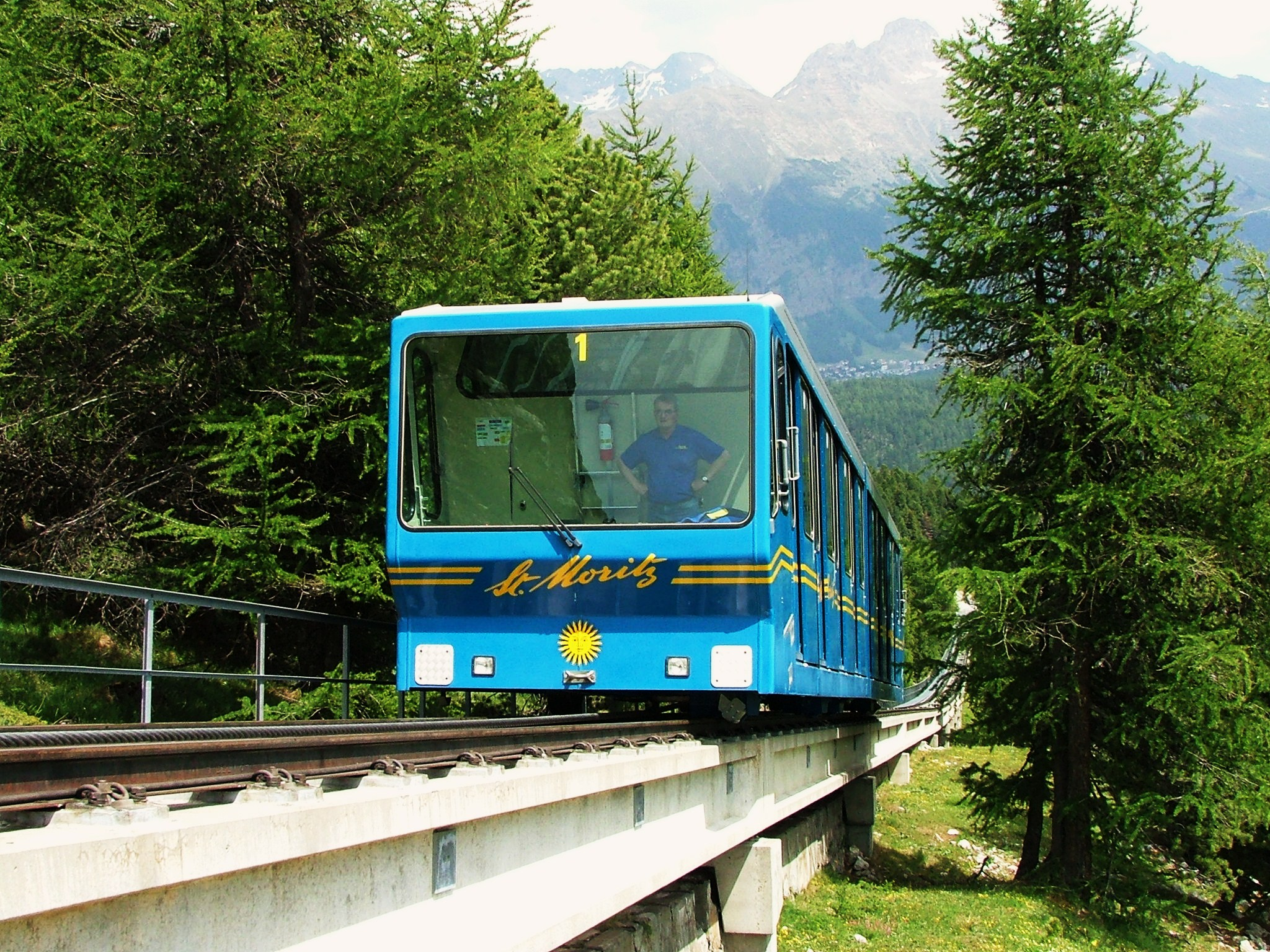
Fragment trasy
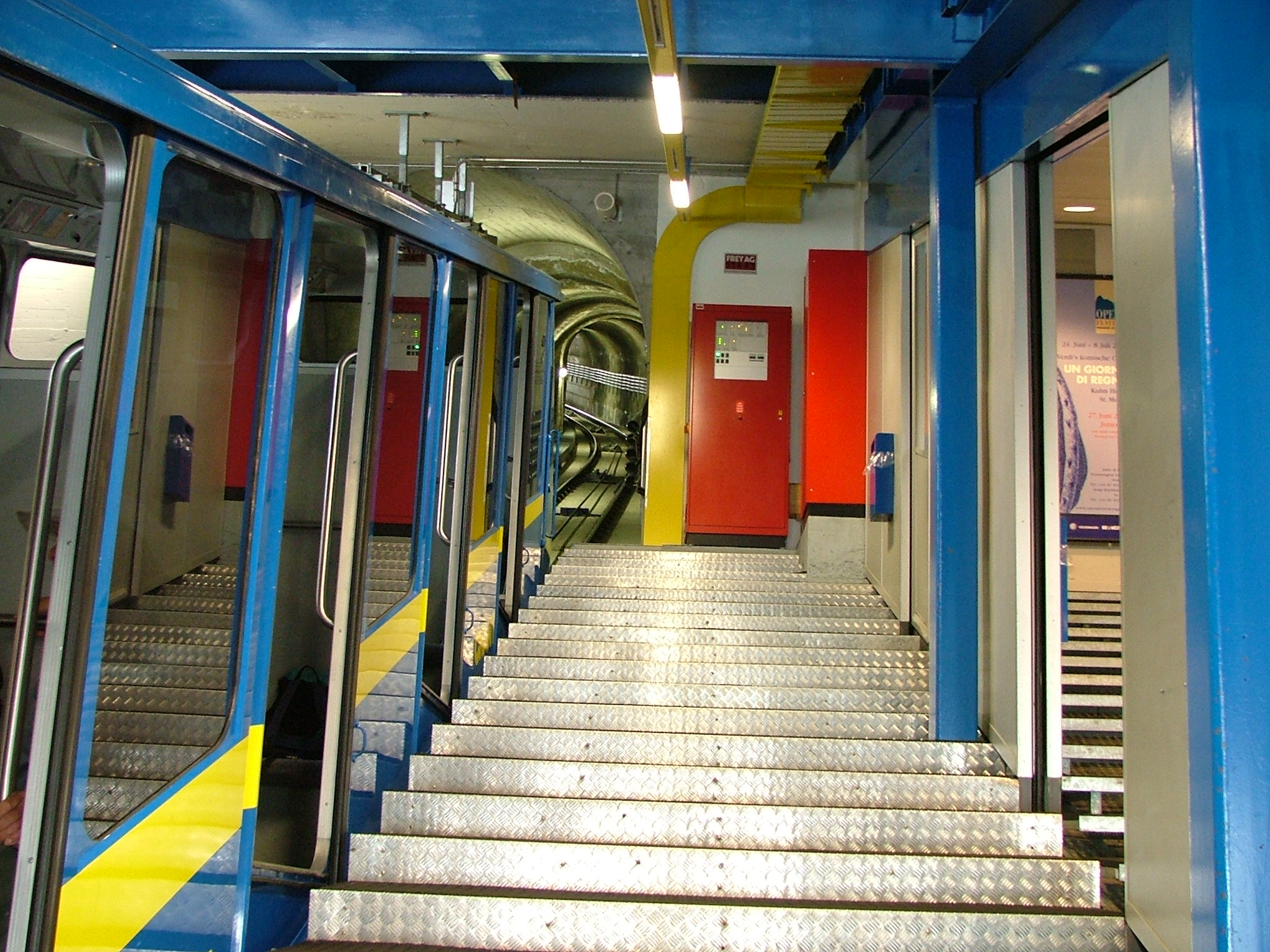
Stacja dolna